# Thalassarachna subterranea
Thalassarachna subterranea är en kvalsterart som först beskrevs av Schulz 1933.  Thalassarachna subterranea ingår i släktet Thalassarachna och familjen Halacaridae. Arten är reproducerande i Sverige. Inga underarter finns listade i Catalogue of Life.